# 제3대 레일리 남작 존 윌리엄 스트럿
제3대 레일리 남작 존 윌리엄 스트럿(John William Strutt Rayleigh, 3rd Baron Rayleigh, OM, PRS, 1842년 11월 12일 ~ 1919년 6월 30일)은 영국의 물리학자이다. 아르곤을 발견하여 1904년 노벨 물리학상을 수상하였다.
하늘이 파란색인 이유를 설명하는 레일리 산란이란 현상을 발견하였고, 지진의 표면파인 레일리 파를 발견했다. 이 외에도 유체역학이나 모세관 현상, 고전역학 등 다양한 분야에서 업적을 남겼다.

## 생애
레일리는 에식스주 멀든의 랭퍼드그로브(Langford Grove, Maldon)에서 제2대 레일리 남작 존 제임스 스트럿의 아들로 태어났다. 어렸을 때는 몸이 약했다고 알려졌다. 해로 스쿨(Harrow School)을 다녔으며 1861년 케임브리지 대학교 트리니티 칼리지에 수학 전공으로 입학했다. 1865년에 학사 학위를 땄으며, 1868년에는 석사 학위를 땄다.
졸업 후 트리니티 칼리지의 펠로가 되었으며, 이 자격은 결혼한 1871년까지 유지하였다. 레일리는 에벌린 밸푸어(Evelyn Balfour)와 결혼하였으며 3명의 아들을 두었다. 1873년 아버지가 사망하였고, 레일리는 레일리 남작위를 물려받았다.
1879년부터 1884년까지 자리를 맡은 제임스 클러크 맥스웰에 이어, 케임브리지 대학교의 제2대 캐번디시 연구소 소장을 맡았다. 1873년 6월 12일 영국 왕립학회 회원이 되었으며, 1905년에서 1908년까지는 왕립학회 회장을 역임했다. 1919년 6월 30일 에식스주 털링플레이스(Terling Place, Witham)에서 사망하였다.
화성과 달에 그의 이름을 딴 분화구가 있다.

## 상훈
- 스미스상 (1865)
- 로열 메달 (1882)
- 드모르간 메달 (1890)
- 마테우치 메달 (1894)
- 코플리 메달 (1899)
- 메리트 훈장 (1902)[1]
- 노벨 물리학상 (1904)
- 앨버트 메달 (1905)
- 엘리엇 크레슨 메달 (1913)
- 럼퍼드 메달 (1914)

## 같이 보기
- 레일리 수
- 레일리 산란
- 레일리 파
- 레일리 분포